# Лончка (Сілезьке воєводство)
Лончка (пол. Łączka) — село в Польщі, у гміні Дембовець Цешинського повіту Сілезького воєводства.
Населення — 296 осіб (2011).
У 1975-1998 роках село належало до Бельського воєводства.

## Демографія
Демографічна структура станом на 31 березня 2011 року:
|          | Загалом | Допрацездатний вік | Працездатний вік | Постпрацездатний вік |
| -------- | ------- | ------------------ | ---------------- | -------------------- |
| Чоловіки | 153     | 38                 | 95               | 20                   |
| Жінки    | 143     | 24                 | 79               | 40                   |
| Разом    | 296     | 62                 | 174              | 60                   |